# Eric Weiss
Eric Weiss es un personaje de ficción interpretado por el actor estadounidense de cine y televisión Greg Grunberg en la serie de televisión Alias. Weiss es amigo personal de Michael Vaughn y compañero de Sydney Bristow.
- Datos: Q4703114